# Giulio Stolfi
Giulio Stolfi (Potenza, 16 gennaio 1917 – Potenza, 23 maggio 2005) è stato un giurista e poeta italiano.
È stato uno dei protagonisti del Novecento poetico lucano.

## Biografia
Nato a Potenza da un'antica famiglia gentilizia originaria di Avigliano seguì la secolare consuetudine familiare laureandosi in Giurisprudenza presso l'università di Napoli nel 1939.
Fu magistrato, presidente di T.A.R. e Consigliere di Stato. Ha concluso la sua carriera come Presidente di Sezione H.C.  del Consiglio di Stato. In seguito ha ricoperto per diversi anni la carica di Difensore Civico della Regione Basilicata.
È morto nella sua casa di Potenza, all'età di 88 anni, il 23 maggio 2005.
È stato inoltre direttore onorario della biblioteca provinciale di Potenza, componente della Giunta Provinciale Amministrativa, presidente di varie commissioni tributarie, consulente dell'Ufficio Legislativo del Consiglio Regionale di Basilicata, componente del Comitato di Bioetica dell'Ospedale San Carlo di Potenza. Come uomo di lettere la sua produzione, non vastissima, gli ha tuttavia valso importanti riconoscimenti.
Ha vinto diversi premi letterari fra cui il "Metaponto" (Matera), l'"Ortigia" (Siracusa), il "Saturo d'argento" (Leporano), "Il Golfo" (La Spezia).
Nel 1999 gli fu assegnato, dalla giuria del Premio Letterario Basilicata, il premio speciale "Una vita per la cultura lucana".
Collaboratore di riviste fondamentali per il Neorealismo italiano come "Momenti", "Situazione" e "L'Esperienza Poetica", pubblicò le raccolte di versi "Giallo d'Argilla e Ginestre" (Torino, 1954), "Provincia del Reame" (Padova, 1959), "Il Peso del Cielo" (Manduria, 1992), il romanzo "La bandiera sul campanile" (Brescia, 1973, riedito nel 1975) e svariati saggi, novelle ed articoli occasionali.
Di lui hanno scritto famosi critici letterari fra i quali, a titolo di esempio, Arnaldo Bocelli, Vittoriano Esposito, Giuliano Manacorda, Antonio Piromalli, Tito Spinelli, Walter Siti.
È stato definito da Luigi Reina "il più sicuro interprete, insieme con Sinisgalli e Scotellaro, di una poesia capace di forzare i limiti angusti della regione per attingere sostanze universali". Lo stesso Autore gli attribuisce il merito di aver cercato, e trovato, una mediazione fra realismo ed ermetismo.
Vittoriano Esposito dice invece di lui:" Al di là delle suggestioni metaforiche, al di là delle allusioni simboliche, le quali, prese singolarmente e nel loro insieme, consentono alla pagina di disporsi sulla linea delle lirica moderna senza caricarsi di ambigue oscurità, resta sempre viva in lui l'urgenza di non mascherare i sentimenti, di non tradire la parola in quello che ha da valere e da significare per l'uomo: e non l'uomo di questa o quella terra, ma l'uomo di ogni latitudine".
E per Giuliano Manacorda il volume "Il peso del cielo", ultima raccolta poetica pubblicata di Stolfi, "ripropone le poesie di uno dei più autentici interpreti, in poesia, del mondo lucano".
Alla sua memoria il Circolo Culturale "Il Portale" di Pignola, paese a cui lo Stolfi fu molto legato, ha dedicato un Premio Nazionale di Poesia. La seconda edizione è stata recentemente aggiudicata da Dante Maffia.

## Opere
- "Giallo d'argilla e ginestre" Ed. di Momenti, Torino 1954
- "Provincia del reame" Rebellato, Padova 1959
- "La bandiera sul campanile", Editrice La Scuola, Brescia 1973, riedito nel 1975
- "Il peso del cielo" Lacaita, Manduria 1993
- " Albero senza radici ", Osanna editori,   Venosa, 2007 (pubblicazione postuma)